# Pol Bury

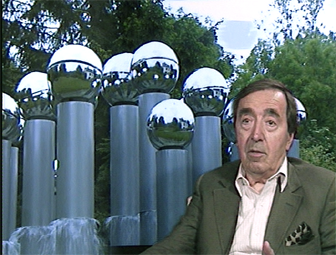
Pol Bury

Pol Bury (* 26. April 1922 in Haine-Saint-Pierre, Belgien; † 28. September 2005 in Paris) war ein belgischer Maler und Bildhauer.

## Leben
Pol Bury studierte 1938/39 an der Académie des Beaux-Arts in Mons. 1939 war er Mitglied der surrealistischen Dichtergruppe Rupture. 1949 bis 1951 war er an der Initiative CoBrA beteiligt, die 1948 von dem dänischen Maler Asger Jorn, dem belgischen Schriftsteller Christian Dotremont und dem holländischen Maler Karel Appel in Paris gegründet wurde. Nach dem Engagement an der Künstlergruppe "Art Abstrait" wendet er sich 1953 ganz von der Malerei ab.
1957 entwickelte er die erste mobile kinetische Skulptur mit Motor. 1964 vertrat Pol Bury, der seit 1960 in Paris gelebt hatte, Belgien auf der Biennale di Venezia. Bury zog 1966 bis 1968 nach New York. 1970 übernahm er einen Lehrauftrag an der University of California, Berkeley, und 1973 unterrichtete er am Minneapolis College of Art and Design, die Pol Bury mit einem Ehrendoktor auszeichnete. Seit 1983 war Pol Bury Professor für Bildhauerei an der École nationale supérieure des beaux-arts de Paris (ENSBA). Er war Teilnehmer der documenta III in Kassel im Jahr 1964 und auch auf der 4. documenta im Jahr 1968 als Künstler vertreten.
Pol Bury gehörte anfangs der surrealistischen und kommunistischen Bewegung der Abstraktion an, zunächst als Maler und später als Bildhauer. Er ließ sich in seinen ersten Arbeiten wesentlich von seinen Landsleuten Magritte und Ubac beeinflussen. Nach seinem Rückzug 1953 von der Malerei profilierte er sich zu einem der renommiertesten kinetischen Künstler. Pol Bury realisiert Objekte, die extrem langsame Bewegungen ausführen und so die Wahrnehmung auf die Probe stellen. Er arbeitet seine Werke erst als Reliefs aus, die die Bewegung an seriellen Elementen wie Scheiben oder Stiften darstellen. Die Nachfrage und das öffentliche zeitgenössische Interesse an kinetischen Energien und kinetischer Kunst gebaren seine ersten großen Objekte der Monumentalplastiken 1973. Seit 1976 hat er zahlreiche Brunnen gebaut, immer im Kontext und auf Basis der Grundformen Kugel, Kegel, Zylinder, Würfel und Quader. In seinen grafischen Arbeiten ("Cinétisations", seit 1964) stellt er das Problem der Bewegung dar.
Pol Bury hat sich zwischen 1968 und 1976 auch mit dem Film beschäftigt, u. a. mit Clovis Prevost.

## Wichtige Ausstellungen
- 1964 Biennale di Venezia
- 1966 "Fifth Guggenheim International Exhibition", Guggenheim Museum New York
- 1966 "American Sculpture of the Sixties", Museum of Modern Art, New York
- 1970 Retrospektive, University of California Berkeley, Kalifornien
- 1971 Retrospektive, Kestnergesellschaft Hannover
- 1972 Retrospektive, Neve Galerie Berlin
- 1977 Retrospektive, Museo de Arte Moderno Mexico
- 1982 Retrospektive, Museé d' Art Moderne de Ville de Paris Paris, France
- 1994 Retrospektive (1939-1994), Museum am Ostwall Dortmund
- 2005 "L’Œil moteur - Art optique et cinétique 1950-1975", Musée d’Art Moderne et Contemporain de Strasbourg